# Roella
Roella es un género de plantas  perteneciente a la familia Campanulaceae. Contiene 21 especies (nombres aceptados, no sinónimos). Es originario de Sudáfrica.

## Taxonomía
El género fue descrito por Carlos Linneo y publicado en Species Plantarum 1: 170. 1753. La especie tipo es: Roella ciliata L.

## Especies seleccionadas
- Roella amplexicaule Wolley-Dod
- Roella arenaria Schltr.
- Roella bryoides H.Buek
- Roella ciliata L.
- Roella compacta Schltr.
- Roella decurrens L'Hér.
- Lista completa